# Nils Jacobsson (författare)
För andra personer med samma namn, se Nils Jakobsson
Nils J. Jacobsson, född 10 mars 1904 i Växjö, död i december 1973 i Vaxholm, var en svensk författare och översättare.
Han genomgick folkskoleseminariet i Växjö 1931, var anställd vid Malmö stads folkskolor 1931–1938, förlagsrepresentant för Geber, Hökerberg och Wahlström & Widstrand 1947–1953 och lektör för Almqvist/Wiksell/Geber från 1942. Han var medlem i Sveriges författareförening från 1942 och i Svenska översättarförbundet från 1963.
Som översättare var Jacobsson verksam från 1940 till sin död och översatte drygt 100 böcker, huvudsakligen från engelska, men även från norska, danska och tyska.
Jacobson var son till seminarierektor Nils Otto Jacobsson och Nanny Holmgren. Han gifte sig 1933 med Elna Edgar (född 1906), dotter till inspektör Karl Edgar och Gerda Edoff.

### Översättningar (urval)
- Valentine Williams: Kupp i Bessarabien (The fox prowls) (Geber, 1940)
- Sigrid Boo: Dagligt slit i Norden (Daglig strev i Norden) (med teckningar av Gösta Hammarlund, 1943)
- Carson McCullers: Spegling i ett gyllne öga (Reflections in a golden eye) (Geber, 1943)
- Frances Parkinson Keyes: Guld och glitter (All that glitters) (Geber, 1943)
- Howard Fast: Tom Paine (Citizen Tom Paine) (Geber, 1945)
- Paal Brekke: Sött vin och galla (Hökerberg, 1945)
- Nevil Shute: Schackbrädet (Chequer board) (Geber, 1948)
- Daphne du Maurier: Galjonsbilden (The Loving Spirit) (Geber, 1949)
- Ernest Raymond: Den smala vägen (Witness of Canon Welcome) (Hökerberg, 1951)
- Ursula Curtiss: Mördande atmosfär (The deadly climate) (qvist & Wiksell/Geber, 1955)
- John Dickson Carr: De tio tekopparna (The peacock feather murders) (Almqvist & Wiksell/Geber, 1958)
- Helen Nielsen: Den femte besökaren (The fifth caller) (Geber, 1960)
- Evan Hunter: Mödrar och döttrar (Mothers and Daughters) (Hökerberg, 1961)
- Alistair McLean: Hotet (The Satan Bug) (Geber, 1962)
- Cornell Woolrich: Brud i svart (The bride wore black) (Geber, 1964)
- Cottie Burland: Människor utan maskiner (Men without machines) (Geber, 1966)
- Ngaio Marsh: Delfinmordet (Killer Dolphin) (Geber, 1968)
- Antonis Samarakis: Misstaget: en politisk thriller om en militärdiktatur (Geber, 1970)
- Susan Howatch: Dimmornas hus (The shrouded walls) (Geber, 1973)